# Henry Bruce (2. baron Aberdare)
Henry Campbell Bruce (19 czerwca 1851 w Duffryn w Walii - 20 lutego 1929 Eaton Square 83 w Londynie), brytyjski arystokrata, najstarszy syn Henry’ego Bruce’a, 1. barona Aberdare i Annabelli Beadon, córki Richarda Beadona.
Wykształcenie odebrał w Rugby School i na Uniwersytecie Fryderyka Wilhelma w Berlinie. Później wstąpił do wojska osiągając rangę pułkownika 5 batalionu regimentu walijskiego (5th Battalio, Welsh Regiment). Po śmierci ojca w 1895 r. odziedziczył tytuł barona Aberdare i zasiadł w Izbie Lordów. Później osiągnął rangę majora 3 ochotniczego batalionu regimentu walijskiego (3rd Volunteer Battalion, Welsh Regiment). Był przewodniczącym University College Południowej Walii i Narodowego Muzeum Walijskiego. Był Wicelordem Namiestnikiem Glamorgan. Był członkiem Tajnej Rady. W życiu politycznym był związany z Partią Liberalną.
10 lutego 1880 r. w kościele św. Jerzego na Hanover Square w Londynie, poślubił Constance Mary Beckett (zm. 8 lutego 1932), córkę Hamiltona Becketta i Sophii Copley, córki 1. barona Lyndhurst. Henry i Constance mieli razem pięciu synów i cztery córki:
- kapitan Henry Lyndhust Bruce (25 maja 1881 - 14 grudnia 1914), zginął w bitwie pod Ypres, ożenił się z Camillą Clifford, miał dzieci
- Margaret Cecilia Bruce (28 października 1882 - 16 kwietnia 1949), żona Orlando Bridgemana, 5. hrabiego Bradford, miała dzieci
- Clarence Napier Bruce (2 sierpnia 1885 - 4 października 1957), 3. baron Aberdare
- Violet Bruce (8 - 10 listopada 1887)
- John Hamilton Bruce (14 czerwca 1889 - 8 kwietnia 1964), odznaczony Krzyżem Komandorskim Orderu Imperium Brytyjskiego, ożenił się z Cynthią Duff, miał dzieci
- Eva Isabel Marion Bruce (17 czerwca 1892 - 29 stycznia 1987), odznaczona Krzyżem Komandorskim Orderu Imperium Brytyjskiego, żona Algernona Strutta, 3. barona Belper i Harry’ego Primrose’a, 6. hrabiego Rosebery, miała dzieci, jej córka z pierwszego małżeństwa poślubiła 16. księcia Norfolk
- Constance Pamela Alice Bruce (14 czerwca 1895 - 15 marca 1978), oficer Orderu Imperium Brytyjskiego, żona Edwarda Digby’ego, 11. barona Digby, miała dzieci
- Victor Austin Bruce (8 kwietnia 1897–1978), ożenił się z Mildred Petre i Margaret Beechey, miał dzieci z drugiego małżeństwa
- Robert Bruce (1 - 22 października 1898)

Lord Aberdare zmarł w wieku 78 lat. Jego pogrzeb odbył się 23 lutego 1929 r. w Mountain Ash, w hrabstwie Glamorgan.